# Loch Kishorn
Loch Kishorn (Schots-Gaelisch: Loch Ciseorn) is een inham aan de westkust van Schotland en is 1.5 kilometer breed en 4 kilometer lang. Langs de oevers van Loch Kishorn liggen 3 dorpjes: Sanachan, Ardarroch en Achintraid met Kishorn als populaire naam voor alle drie. Achintraid met zijn rij witgewassen huisjes werd gebouwd om onderdak te bieden aan de crofters die van hun land werden verdreven bij de ontruiming van de Hooglanden. Achintraid biedt mooie uitzichten op Applecross, met Sgurr a' Chaorachain, Beinn Bhan en de veedrijverspas Bealach na Ba.

## Topografie
Loch Kishorn is de noordelijke uitloper van Loch Carron. Het heeft een maximale diepte van 60 m en wordt vanaf het noorden gevoed door de Kishorn-rivier met een estuarium van ongeveer 1 km breed. Ten noorden en ten westen ligt het schiereiland Applecross.

## Kishorn Yard
Kishorn Yard was een werf aan de noordelijke kant van het meer, waar van 1975 tot 1987 olieplatforms werden gebouwd. In 1977 werkten hier meer dan 3000 arbeiders. Ze verbleven zowel in tijdelijke onderkomens als in twee uit de vaart genomen schepen die daar aangemeerd lagen: de Rangatira en de Odysseus. Het grootste project was de constructie van een droogdok waarin het Ninian Central Platform werd gebouwd. Aan de basis had het een diameter van 140 m en was toen de grootste verplaatsbare, door mensenhanden gemaakte constructie. Om de omgeving minimaal te belasten, werd vanaf het begin geopteerd om de werf via Loch Kishorn te bevoorraden en niet via de weg.
In 1992 werd het droogdok gebruikt voor de constructie van de fundering (2300 ton) voor de Skye Bridge.